# Ischnosoma foedum
Ischnosoma foedum (лат.) — вид жуков-стафилинид рода Ischnosoma из подсемейства Mycetoporinae.

## Распространение
Китай (Yunnan).

## Описание
Мелкие коротконадкрылые жуки. Длина тела от 3,6 до 4,8 мм. Усики около 1,4 мм. Ширина головы от 0,51 до 0,58 мм. Основная окраска краснеовато-коричневая (ноги светлее, желтовато-коричневые). Ischnosoma foedum включён в видовую группу I. pictum species group. Вид был впервые описан в 2016 году чешским энтомологом Matúš Kocian (Department of Ecology, Faculty of Environmental Sciences, Чешский агротехнический университет, Прага, Чехия) и Michael Schülke (Музей естествознания, Leibniz Institute for Research on Evolution and Biodiversity при  Берлинском университете имени Гумбольдта, Берлин, Германия).